# Yukiya Uda
Yukiya Uda (Japans: 宇田 幸矢; Chōfu, 6 augustus 2001) is een Japans professioneel tafeltennisser. Hij speelt linkshandig, met de shakehandgreep.

## Belangrijkste resultaten
- Brons in het mannen dubbelspel op de wereldkampioenschappen 2021 met Shunsuke Togami.